# Hoya Corporation
Hoya Corporation (株式会社, transl. Hoya Kabushiki Gaisha) é uma empresa japonesa que fabrica produtos ópticos, incluindo filtros fotográficos, lasers, lentes de contato, lentes de óculos utilizando a tecnologia de frentes de onda, louças e objetos de arte. A sede está localizada em Shinjuku, Tóquio. É uma das principais fabricantes mundiais de filtros fotográficos.
A Hoya adquiriu a empresa Pentax em setembro de 2007, pelo valor de US$ 1 bilhão, cerca de 10% a mais que Pentax foi avaliado na época e a partir do dia 31 de março de 2008 a Pentax deixou de ser uma empresa para ser apenas uma marca da Hoya. Em junho de 2010, o neto do fundador da corporação alterações propostas para o Conselho de Administração para evitar o que chamou de tais "erros" de acontecer novamente.
Em julho de 2011 a Hoya vendeu o negócios de câmeras da Pentax para a Ricoh por 124 milhões de dólares,a aquisição foi concluída em 1 de outubro de 2011, a marca Pentax continuou sendo usada pela Hoya apenas para equipamentos ópticos e serviços.